# Stapelstädter Gewicht
Das Stapelstädter Gewicht galt als ehemaliges Stockholmer Gewicht oder leichtes Metallgewicht. Es fand Anwendung beim Export von Eisen und Kupfer in allen Stapelstädten, Ausnahme Gävle.
- 1 Stapelstädter Pfund = 340,0659 Gramm

Das Maß wurde auf das Schiffspfund gerechnet:
- 1 Schiffpfund Stapelstädter Gewicht = 20 Lispfund zu 20 Stapelstädter Pfund = 136,026 Kilogramm